# Norbert Żaba
Norbert Żaba (ur. 13 lipca 1907 w Tallinnie, zm. 15 lipca 1994 w Sztokholmie) – polski dyplomata i działacz emigracyjny, współpracownik paryskiej „Kultury”

## Życiorys
Był synem Polaka i Estonki pochodzenia szwedzkiego. Ukończył studia ekonomiczne w Wyższej Szkole Handlowej w Wiedniu. W 1929 przyjechał na stałe do Polski. Pracował m.in. jako korespondent estońskiej gazety „Vaba Maa”. Był współpracownikiem „Myśli Mocarstwowej”. Od 1935 w służbie dyplomatycznej. Pełnił funkcję attaché prasowego Poselstwa RP w Helsinkach (1935-1938), był korespondentem PAT w Berlinie (1938-1939), attaché prasowym Poselstwa RP w Kopenhadze (1939-1940, ponownie attaché prasowym Poselstwa RP w Helsinkach (1940-1941), attaché prasowym Poselstwa RP w Sztokholmie (1941-1945).
Po II wojnie światowej zamieszkał na stałe w Szwecji. Pełnił tam m.in. funkcję prezesa Zjednoczenia Polskiego. Był przedstawicielem Instytutu Literackiego na Skandynawię, założycielem Towarzystwa Przyjaciół „Kultury” w Sztokholmie. Angażował się w propagowanie polskiej kultury w Skandynawii. W 1980 otrzymał Nagrodę „Kultury” z okazji 400 numeru pisma – tzw. Nagrodę Przyjaźni i Współpracy.
Pochowany na Cmentarzu Katolickim w Sztokholmie.
W 1995 Zygmunt Barczyk opublikował w Uppasali jego wspomnienia Życie na złączach. Ze wspomnień Norberta Żaby.

## Odznaczenia
- Kawaler Orderu Białej Róży Finlandii[1]
- Oficer Estońskiego Czerwonego Krzyża[1]